# Castellón (tartomány)
Castellón egy tartomány Spanyolországban, Valencia autonóm közösségben.

## Megyék
A tartomány az alábbi megyékre van felosztva:
- Alcalatén
- Alt Maestrat
- Alto Mijares
- Alto Palancia
- Baix Maestrat
- Plana Alta
- Plana Baixa
- Ports